# Olivia Różański
Olivia Różański (ur. 5 czerwca 1997 w Albi) – polska siatkarka, reprezentantka kraju, grająca na pozycji przyjmującej.  

## Kariera
Urodziła się we Francji. Swoją siatkarską przygodę rozpoczynała w klubie Albi Volley-Ball Usspa. W wieku 17 lat przeprowadziła się do Polski, gdzie zaczęła grać w klubie JKS SMS Jastrzębie, jednocześnie uczęszczając do SMS PZPS Szczyrk.
W 2015 otrzymała powołanie do reprezentacji Polski kadry B i występowała z nią w Lidze Europejskiej. W 2018 rozpoczęła występy z reprezentacją Polski w Lidze Narodów.

## Sukcesy klubowe
Puchar Challenge:
- 2023[10]

## Sukcesy reprezentacyjne
Volley Masters Montreux:
- 2019

Liga Narodów:
- 2023, 2024[11], 2025[12]

## Życie prywatne
Jej ojciec Wojciech i matka Jarosława również uprawiali siatkówkę. Matka była reprezentantką Polski.
Pierwszym jej sportem była lekkoatletyka. Wyznaje ewangelikalizm, w kwietniu 2024 zdecydowała się przyjąć chrzest, zanurzając się we włoskim jeziorze Iseo.